# 印尼尖吻魟
印尼尖吻魟（学名：Telatrygon biasa），為軟骨魚綱鲼目魟科尖吻魟屬的其中一種，被IUCN列為易危保育類動物，分布於西太平洋婆羅洲及菲律賓海域，深度可達40公尺，體盤呈菱形，吻部顯著尖突而呈三角形，兩顎的牙齒很小，上顎牙齒約48排，下顎牙齒約42排，尾長而呈鞭狀，體背側淡褐色，腹側淡白，體長可達27.8公分，棲息在大陸棚沙泥底質海域，為底棲性魚類，屬肉食性，卵胎生，生活習性不明。